# Семыкина, Татьяна Георгиевна
Татья́на Гео́ргиевна Текля́н-Семы́кина (в девичестве Текля́н; род. 19 октября 1973, Украинка) — украинская гребчиха-байдарочница, выступала за сборную Украины во второй половине 1990-х — первой половине 2000-х годов. Бронзовая призёрша летних Олимпийских игр в Афинах, серебряная и бронзовая призёрша чемпионатов мира, двукратная чемпионка Европы, победительница многих регат национального и международного значения.

## Биография
Родилась 19 октября 1973 года в городе Украинка Киевской области Украинской ССР. Активно заниматься греблей начала с раннего детства, проходила подготовку в спортивном клубе Вооружённых сил Украины.
Благодаря череде удачных выступлений удостоилась права защищать честь страны на летних Олимпийских играх 1996 года в Атланте — в программе четвёрок на пятистах метрах дошла стадии полуфиналов, где финишировала четвёртой. 
Первого серьёзного успеха на взрослом международном уровне добилась в 2001 году, когда попала в основной состав украинской национальной сборной и побывала на чемпионате Европы в Милане, откуда привезла награду золотого достоинства, выигранную в зачёте четырёхместных байдарок на дистанции 1000 метров. Позже выступила на чемпионате мира в польской Познани, где в той же дисциплине стала бронзовой призёршей, пропустив вперёд экипажи из Венгрии и Польши. Два года спустя на мировом первенстве в американском Гейнсвилле получила в четвёрках на пятистах метрах серебро.
В 2004 году Семыкина завоевала золотую медаль на европейском первенстве в Познани, на сей раз среди четвёрок на пятистах метрах. Будучи в числе лидеров гребной команды Украины, благополучно прошла квалификацию на Олимпийские игры в Афинах — в составе четырёхместного экипажа, куда также вошли гребчихи Инна Осипенко, Анна Балабанова и Елена Череватова, на пятистах метрах выиграла бронзовую медаль — в финальном заезде её обошли только команды из Германии и Венгрии. Вскоре по окончании этих соревнований приняла решение завершить карьеру профессиональной спортсменки, уступив место в сборной молодым украинским гребчихам.
Работает тренером по гребле на байдарках и каноэ в детско-юношеской спортивной школе в Обухове. Впоследствии вышла замуж и сменила фамилию на Семыкина.